# Гражюнас, Тадас Арвидович
Тадас Гражюнас (лит. Tadas Gražiūnas, также Тадас Арвидович Гражюнас; род. 18 апреля 1978 года) — литовский футболист, защитник и полузащитник.

## Клубная карьера
Воспитанник клуба «Алса-Панерис», за который играл в 1995 году. В 1996—1999 годах играл за «Панерис» и «Кареду». В 2000 году перешёл в российский клуб «Ростельмаш», игравший на тот момент в чемпионате России. 25 марта дебютировал в высшем дивизионе, в матче против воронежского «Факела» сыграл весь матч. 1 октября того же года забил первый гол в Премьер-Лиге, в матче против «Уралана» забил гол в середине первого тайма. В следующем году играл за «Торпедо-ЗИЛ», но сыграв 4 матча перешёл в минское «Динамо». В 2002—2010 годах играл преимущественно в литовских клубах. В 2011—2012 годах заканчивал карьеру в узбекистанских клубах «Бухара» и «Андижан».